# Michał Wszoła
Michał Wszoła (ur. 16 kwietnia 1974 w Warszawie) – polski lekarz, chirurg ogólny, transplantolog, proktolog i gastrolog, prof. dr hab. nauk medycznych.
Pomysłodawca i współautor Bionicznej Trzustki. Przewodniczący Rady Konsorcjum Bionic oraz Przewodniczący Rady Naukowej Fundacji Badań i Rozwoju Nauki. Autor nowej procedury medycznej – endoskopowe przeszczepienie wysp trzustkowych pod błonę śluzową żołądka.

## Wykształcenie i kariera zawodowa
W 2005 r. uzyskał stopień doktora nauk medycznych nadany przez Radę I wydziału Lekarskiego na podstawie rozprawy: „Ocena częstości występowania przewlekłego zakażenia Chlamydia Pneumoniae u chorych dializowanych oczekujących na przeszczepienie nerki“.
W latach 2001–2007 odbył specjalizację z chirurgii ogólnej, a następnie w latach 2008-2010 specjalizację z transplantologii w Katedrze i Klinice Chirurgii Ogólnej i Transplantacyjnej WUM.
W 2008 ukończył szkolenie z zakresu transplantacji wysp trzustkowych i trzustki w Mediolanie w San Rafaelle Ospedal.
W 2014 r. uzyskał stopień doktora habilitowanego nauk medycznych nadany przez Radę I Wydziału Lekarskiego na podstawie osiągnięcia naukowo – technicznego pt: „Ocena czynników wpływających na wczesne i odległe wyniki przeszczepienia nerki”.
W latach 2001–2016 pracownik w Katedrze i Klinice Chirurgii Ogólnej i Transplantacyjnej Warszawskiego Uniwersytetu Medycznego.
W latach 2011–2016 Kierownik Pracowni Izolacji Wysp Trzustkowych przy Katedrze i Klinice Chirurgii Ogólnej i Transplantacyjnej Warszawskiego Uniwersytetu Medycznego.
Założyciel międzynarodowego portalu, multimedialnej platformy do wymiany wiedzy medycznej MEDtube Sp. Z o.o. W latach 2013–2016 Redaktor Naczelny kwartalnika MEDtube Science.
Współzałożyciel platformy multimedialnej medizzy.com.
Od wielu lat zajmuje się diagnostyką endoskopową przewodu pokarmowego, transplantolog przeszczepiający: trzustki, wyspy trzustkowe w leczeniu cukrzycy i przewlekłego zapalenia trzustki. Przeszczepiający nerki – pobrane zarówno od dawców zmarłych jak i w przypadku przeszczepień rodzinnych.  Brał udział w pierwszym przeszczepie wysp trzustkowych w Polsce (2008), pierwszym przeszczepie samej trzustki (2010) oraz w pierwszej wymianie par nerek pomiędzy dawcami-biorcami rodzinnymi (2015).
Z połączenia jego dwóch pasji – transplantologii i endoskopii powstała nowa metoda miniinwzyjnego leczenia powikłanej cukrzycy – endoskopowe przeszczepienie wysp trzustkowych pod śluzówkę żołądka. W 2013 roku Michał Wszoła wykonał pierwszy tego typu zabieg na świecie.
Obecnie pracuje nad biodrukowaniem 3D bionicznej trzustki wraz z Fundacją Badań i Rozwoju Nauki, Warszawskim Uniwersytetem Medycznym, Politechniką Warszawską, Instytutem Biologii Doświadczalnej im. Nenckiego Polskiej Akademii Nauk, Centrum Zaawansowanych Technologii Uniwersytetu Adama Mickiewicza w Poznaniu oraz Spółką MediSpace.
Od roku 2019 Prezes Zarządu Polbionica Sp. z o.o., start-upu biotechnologicznego produkującego biomateriały oraz urządzenia laboratoryjne. Celem firmy jest przeprowadzenie badania klinicznego z zastosowaniem 3D-biodrukowanej bionicznej trzustki u pacjentów z przewlekłym zapaleniem trzustki i cukrzycą typu 1.
W 2023 roku uzyskał tytuł profesora w dziedzinie nauk medycznych na podstawie wykazanego dorobku naukowego, aktywności zawodowej, naukowej i dydaktycznej.

## Nagrody i odznaczenia
- 2019 kwiecień - Złoty Lider Ochrony Zdrowia 2019 w kategorii Innowacyjne Pomysły za projekt biodrukowanie 3D bionicznej trzustki[8]
- 2018 październik - II Nagroda w konkursie Złoty Skalpel organizowanego przez Puls Medycyny[9]
- 2016 styczeń – Złoty Krzyż Zasługi nadany przez Prezydenta Rzeczypospolitej Polskiej na wniosek Warszawskiego Uniwersytetu Medycznego[10]
- 2013 listopad – Nagroda Polskiego Towarzystwa Transplantacyjnego za rozwój programu przeszczepień żywych dawców nerki[11]
- 2013 styczeń – I Nagroda firmy Gedeon Richter – „Z pasją ku przyszłości” za osiągnięcia naukowe
- 2012 marzec – Medal Jubileuszowy 110-lecia Szpitala Dzieciątka Jezus w Warszawie „za zasługi dla Szpitala”[2]
- 2011 kwiecień – Nagroda sekcji Videochirurgii Towarzystwa Chirurgów Polskich za publikację pt.: „Transendoscopic islet transplantation to gastric submucosa of pigs with streptozotocine induced diabetes” w trakcie kongresu Sekcji Videochirurgii TCHP, Gdynia
- 2010 styczeń – Nagroda Prezesa Rady Ministrów za cykl prac o perfuzji pulsacyjnej narządów przed przeszczepieniem[12]
- 2009 wrzesień – Brązowy Krzyż Zasługi nadany przez Prezydenta Rzeczypospolitej Polskiej na wniosek Warszawskiego Uniwersytetu Medycznego[2]
- 2009 czerwiec – Pierwsza nagroda towarzystwa RISET (Reprogramming Immune System toward Tolerance) przyznana w trakcie międzynarodowego zjazdu – Beta Cell Replacement in Diabetes w Nantes za pracę: Transendoscopic Islets Transplantation in pigs[13].
- 2009 maj - Nagroda Polskiego Towarzystwa Transplantacyjnego za pracę dotyczącą pierwszego w Polsce allogenicznego przeszczepienia wysp trzustkowych, IX Kongres PTT, Kraków[14]
- 2008 lipiec – Nagroda Rektora WUM za pierwsze przeszczepienie wysp trzustkowych w Polsce[15]
- 2008 czerwiec – Nagroda Zespołowa I-go stopnia Rektora WUM za cykl prac dotyczących perfuzji narządów[15]
- 2008 czerwiec – order of distinguish za najlepszą pracę plakatową na American Transplant Congress w Montrealu
- 2007 październik – najlepsza prezentacja plakatowa w trakcie kongresu ESOT w Pradze
- 2007 październik - Nagroda Europejskiego Towarzystwa Transplantacyjnego za pracę dotyczącą odległych wyników przeszczepienia nerek od dawców zakażonych HCV – “Young Investigator Avard”, w trakcie kongresu ESOT w Pradze
- 2007 maj – order of distinguish za najlepszą pracę plakatową na American Transplant Congress w San Francisco
- 2002 listopad – Nagroda Rektora WUM za pracę “Six – Years Experience in Continuous Hypothermic Pulsatile Perfusion Kidney Preservation”
- 2001 listopad – Nagroda – Belzer’s Award in Organ Preservation za pracę: “Viability Index – the new way to predict early renal graft function during Continuous Hypothermic Pulsatile Perfusion” podczas 6th Congress of the International Society for Organ Sharing, Nagoya
- 2000 styczeń – złota odznaka Studenckiego Towarzystwa Naukowego za działalność naukową
- 1999 październik –Pierwsza nagroda za najlepszą prezentację ustną podczas the10th European Students Conference at the Charite – for students and young doctors w Berlinie
- 1998 październik – Wyróżnienie za prezentację plakatową w trakcie Scientific Congress of Students and Young Doctors w Warszawie za pracę: „Próba modyfikacji płynu perfuzyjnego do przechowywania nerek przeszczepianych uszkodzonych niedokrwieniem”.

## Członkostwo w towarzystwach naukowych
- Polskie Stowarzyszenie Bankowania Tkanek i Komórek (od 2011 jako członek założyciel),
- Towarzystwo Chirurgów Polskich (od 2007),
- Polskie Towarzystwo Transplantacyjne (od 2003),
- The Transplantation Society (od 2008),
- International Pancreas & Islet Transplant Association (od 2008),
- International Society for Organ Donation and Procurement (od 2010)[2].

## Publikacje
Profesor Wszoła jest autorem i współautorem wielu prac naukowych (IF=104) m.in. z zakresu transplantologii wysp trzustkowych oraz biodrukowania 3D. Jest również współtwórcą 6 zgłoszeń patentowych.

### Artykuły naukowe
- Klak M, Wszoła M, Berman A, Filip A, Kosowska A, Olkowska-Truchanowicz J, Rachalewski M, Tymicki G, Bryniarski T, Kołodziejska M, Dobrzański T, Ujazdowska D, Wejman J, Uhrynowska-Tyszkiewicz I, Kamiński A.. Bioprinted 3D Bionic Scaffolds with Pancreatic Islets as a New Therapy for Type 1 Diabetes-Analysis of the Results of Preclinical Studies on a Mouse Model.. „J Funct Biomater.”, 2023-07-14. DOI: 10.3390/jfb14070371. PMID: 37504866. PMCID: PMC10381593.
- Wszola M, Klak M, Kosowska A, Tymicki G, Berman A, Adamiok-Ostrowska A, Olkowska-Truchanowicz J, Uhrynowska-Tyszkiewicz I, Kaminski A.. Streptozotocin-Induced Diabetes in a Mouse Model (BALB/c) Is Not an Effective Model for Research on Transplantation Procedures in the Treatment of Type 1 Diabetes. „Biomedicines.”, 2021-11-29. DOI: 10.3390/biomedicines9121790.. PMID: 34944607. PMCID: PMC8698562.
- Klak M, Łojszczyk I, Berman A, Tymicki G, Adamiok-Ostrowska A, Sierakowski M, Olkowski R, Szczepankiewicz AA, Kamiński A, Dobrzyń A, Wszoła M.. Impact of Porcine Pancreas Decellularization Conditions on the Quality of Obtained dECM.. „Int J Mol Sci.”, 2021-06-29. DOI: 10.3390/ijms22137005.. PMID: 34209772. PMCID: PMC8267664.
- Wszoła M, Nitarska D, Cywoniuk P, Gomółka M, Klak M.. Stem Cells as a Source of Pancreatic Cells for Production of 3D Bioprinted Bionic Pancreas in the Treatment of Type 1 Diabetes.. „Cells.”, 2021-06-18. DOI: 10.3390/cells10061544. PMID: 34207441. PMCID: PMC8234129.
- Klak M, Kowalska P, Dobrzański T, Tymicki G, Cywoniuk P, Gomółka M, Kosowska K, Bryniarski T, Berman A, Dobrzyń A, Sadowski W, Górecki B, Wszoła M.. Bionic Organs: Shear Forces Reduce Pancreatic Islet and Mammalian Cell Viability during the Process of 3D Bioprinting.. „Micromachines (Basel).”, 2021-03-14. DOI: 10.3390/mi12030304. PMID: 33799490. PMCID: PMC7999205.

- M. Wszola, A. Berman, L. Gorski, A. Ostaszewska i inni. Endoscopic Islet Autotransplantation Into Gastric Submucosa-1000-Day Follow-up of Patients.. „Transplant Proc”. 50 (7), s. 2119-2123, Sep 2018. DOI: 10.1016/j.transproceed.2018.02.138. PMID: 30177121.
- M. Wszola, A. Berman, A. Ostaszewska, L. Gorski i inni. Islets Allotransplantation Into Gastric Submucosa in a Patient with Portal Hypertension: 4-year Follow-up.. „Transplant Proc”. 50 (6). s. 1910-1913. DOI: 10.1016/j.transproceed.2018.02.170. PMID: 30056927.
- M. Wszoła, A. Kwiatkowski, A. Berman, Ł. Górski i inni. [Islet transplantation as a treatment for complications of type I diabetes].. „Pol Merkur Lekarski”. 35 (207), s. 127-32, Sep 2013. PMID: 24224447.
- M. Wszola, A. Berman, M. Fabisiak, P. Domagala i inni. TransEndoscopic Gastric SubMucosa Islet Transplantation (eGSM-ITx) in pigs with streptozotocine induced diabetes - technical aspects of the procedure - preliminary report.. „Ann Transplant”. 14 (2). s. 45-50. PMID: 19487794.
- M. Wszola, A. Kwiatkowski, M. Latek, K. Ostrowski i inni. Long term medical and economical benefit of machine perfusion (MP) kidney storage in comparison to cold storage (CS).. „Ann Transplant”. 14 (2). s. 24-9. PMID: 19487790.
- A. Kwiatkowski, M. Wszola, M. Kosieradzki, R. Danielewicz i inni. Machine perfusion preservation improves renal allograft survival.. „Am J Transplant”. 7 (8), s. 1942-7, Aug 2007. DOI: 10.1111/j.1600-6143.2007.01877.x. PMID: 17617857..

### Patenty
1. Polbionica Sp. z o.o., "DETERGENT-FREE DECELLULARIZED EXTRACELLULAR MATRIX PREPARATION METHOD AND BIOINKS FOR 3D PRINTING", wynalazca: Michał Wszoła i inni, patent WO 2021014359, 28 stycznia 2021 (ang.).
2. Polbionica Sp. z o.o., "A SYSTEM FOR STORING OR CULTIVATING OF AN ORGAN OR TISSUE MODEL AND USES THEREOF", wynalazca: Michał Wszoła i inni, patent WO 2022137164, 30 czerwca 2022 (ang.).
3. Polbionica Sp. z o.o., A SYSTEM FOR CONNECTING A BIONIC ORGAN TO A VASCULAR GRAFT AND A METHOD OF CONNECTING A BIONIC ORGAN TO A VASCULAR GRAFT, wynalazca: Michał Wszoła i inni, patent WO 2023277714, 5 stycznia 2023 (ang.).
4. Polbionica Sp. z o.o., A MEDIUM FOR STORING ISOLATED PANCREATIC ISLETS AND A METHOD FOR STORING ISOLATED PANCREATIC ISLETS, wynalazca: Michał Wszoła i inni, patent WO 2023277715, 5 stycznia 2023 (ang.).
5. Polbionica Sp. z o.o., A METHOD FOR MANUFACTURING A PERFUSABLE THREE-DIMENSIONAL TISSUE MODEL WITH 3D BIOPRINTING TECHNOLOGY, AND A TISSUE MODEL PRODUCED WITH THIS METHOD, wynalazca: Michał Wszoła i inni, patent WO 2023177315, 21 września 2023 (ang.).
6. Polbionica Sp. z o.o., A REINFORCING AND SEALING CONSTRUCTION FOR A BIOPRINTED TISSUE MODEL, AND A METHOD FOR ASSEMBLING THE REINFORCING AND SEALING CONSTRUCTION, wynalazca: Michał Wszoła i inni, patent WO 2023177315, 21 września 2023 (ang.).

#### Przyznane patenty
- Polbionica Sp. z o.o., "DETERGENT-FREE DECELLULARIZED EXTRACELLULAR MATRIX PREPARATION METHOD AND BIOINKS FOR 3D PRINTING", Michał Wszoła i inni, National Intelectuall Property Center of Georgia, 25 października 2023 (gruz.).???